# Temporada da IndyCar Series de 2003
A Temporada de 2003 da IRL IndyCar Series trouxe algumas das maiores mudanças em sua história. A categoria adotou o nome IndyCar Series, depois da validação de uma ação da CART proibido ela de utilizar o nome.  Várias equipes da CART migraram para a IRL, principalmente as poderosas Chip Ganassi Racing e Andretti Green Racing, além das antigas fabricantes de motores da CART, Toyota e Honda, substituindo a Infiniti, que migrou para a nova categoria Infiniti Pro Series. Muitos da velha guarda da IRL, incluindo Robbie Buhl, Greg Ray e Buddy Lazier, tinham dificuldade em competir neste novo cenário. A categoria, também acrescentou sua primeira corrida internacional naquele ano, tirando a corrida de Twin Ring Motegi da CART.
As equipes mais bem sucedidas da temporada foram a Ganassi e a Team Penske, que havia feito a migração no ano anterior. O neozelandês Scott Dixon venceu a corrida de abertura da temporada em Homestead e correu muito consistentemente durante todo o ano para ganhar seu primeiro título aos 23 anos. Gil de Ferran venceu o título das 500 Milhas de Indianápolis pela Penske em maio e Hélio Castroneves terminou em segundo. O final da temporada, no entanto, foi marcado por um grave incidente que quase matou o ex-campeão da categoria e vencedor da Indy 500, Kenny Bräck. De Ferran venceu a corrida com Dixon em segundo sendo o suficiente para ganhar o título. Bräck acabaria se recuperando; no entanto, Tony Renna, um piloto de desenvolvimento da Ganassi, perdeu a vida em um acidente durante um teste em Indianápolis no final do ano.

## Transmissão
Pelo terceiro ano consecutivo o Sportv continua com os direitos de transmissão da Fórmula Indy no Brasil pela TV Paga enquanto nos Estados Unidos a competição fica a cargo da Rede ABC.

## Calendário
| Prova | Título Oficial do GP da IndyCar Series | Circuito                         | Local      | Data           |
| ----- | -------------------------------------- | -------------------------------- | ---------- | -------------- |
| 1     | Toyota Indy 300                        | Homestead-Miami Speedway         | Homestead  | 2 de março     |
| 2     | Purex Dial Indy 200                    | Phoenix International Raceway    | Phoenix    | 23 de março    |
| 3     | Indy Japan 300                         | Twin Ring Motegi                 | Motegi     | 13 de abril    |
| 4     | 87th Indianapolis 500                  | Indianapolis Motor Speedway      | Speedway   | 25 de maio     |
| 5     | Bombardier 500                         | Texas Motor Speedway             | Fort Worth | 7 de junho     |
| 6     | Honda Indy 225                         | Pikes Peak International Raceway | Fountain   | 15 de junho    |
| 7     | SunTrust Indy Challenge                | Richmond International Raceway   | Richmond   | 28 de junho    |
| 8     | Kansas Indy 300                        | Kansas Speedway                  | Kansas     | 6 de julho     |
| 9     | Firestone Indy 200                     | Nashville Superspeedway          | Lebanon    | 19 de julho    |
| 10    | Firestone Indy 400                     | Michigan International Speedway  | Brooklyn   | 27 de julho    |
| 11    | Emerson Indy 250                       | Gateway International Raceway    | Madison    | 10 de agosto   |
| 12    | Belterra Casino Indy 300               | Kentucky Speedway                | Sparta     | 17 de agosto   |
| 13    | Firestone Indy 225                     | Nazareth Speedway                | Nazareth   | 24 de agosto   |
| 14    | Delphi Indy 300                        | Chicagoland Speedway             | Joliet     | 7 de setembro  |
| 15    | Toyota Indy 400                        | California Speedway              | Fontana    | 21 de setembro |
| 16    | Chevy 500                              | Texas Motor Speedway             | Fort Worth | 12 de outubro  |

- Circuitos ovais
- Circuitos de rua temporários
- Circuitos mistos permanentes

## Pilotos e Equipes
| Equipe                   | Chassis          | Motor         | Pneu | Nº | Pilotos            | Corridas    |
| ------------------------ | ---------------- | ------------- | ---- | -- | ------------------ | ----------- |
| Chip Ganassi Racing      | G-Force          | Toyota        | F    | 9  | Scott Dixon        | 1-16        |
| Chip Ganassi Racing      | G-Force          | Toyota        | F    | 10 | Tomas Scheckter    | 1-16        |
| Panther Racing           | Dallara          | Chevrolet     | F    | 4  | Sam Hornish, Jr.   | 1-16        |
| Panther Racing           | Dallara          | Chevrolet     | F    | 44 | Robby McGehee      | 4           |
| Panther Racing           | Dallara          | Chevrolet     | F    | 98 | Billy Boat         | 4           |
| Penske Racing            | Dallara/ G-Force | Toyota        | F    | 3  | Helio Castroneves  | 1-16        |
| Penske Racing            | Dallara/ G-Force | Toyota        | F    | 6  | Gil de Ferran[1]   | 1-2, 4-16   |
| Penske Racing            | Dallara/ G-Force | Toyota        | F    | 6  | Alex Barron[1]     | 3           |
| Andretti-Green Racing    | Dallara          | Honda         | F    | 7  | Michael Andretti   | 1-4         |
| Andretti-Green Racing    | Dallara          | Honda         | F    | 11 | Tony Kanaan        | 1-16        |
| Andretti-Green Racing    | Dallara          | Honda         | F    | 26 | Dan Wheldon (R)    | 3-16        |
| Andretti-Green Racing    | Dallara          | Honda         | F    | 27 | Bryan Herta        | 4           |
| Andretti-Green Racing    | Dallara          | Honda         | F    | 27 | Bryan Herta        | 5, 7-16     |
| Andretti-Green Racing    | Dallara          | Honda         | F    | 27 | Dario Franchitti   | 1-2, 6      |
| Andretti-Green Racing    | Dallara          | Honda         | F    | 27 | Robby Gordon       | 4           |
| Kelley Racing            | Dallara          | Toyota        | F    | 8  | Scott Sharp        | 1-16        |
| Kelley Racing            | Dallara          | Toyota        | F    | 31 | Al Unser, Jr.      | 1-16        |
| Kelley Racing            | Dallara          | Toyota        | F    | 32 | Tony Renna         | 4           |
| A. J. Foyt Enterprises   | Dallara/ G-Force | Toyota        | F    | 5  | Jaques Lazier      | 5-8         |
| A. J. Foyt Enterprises   | Dallara/ G-Force | Toyota        | F    | 5  | Shigeaki Hattori   | 1-4         |
| A. J. Foyt Enterprises   | Dallara/ G-Force | Toyota        | F    | 14 | A. J. Foyt IV (R)  | 1-16        |
| A. J. Foyt Enterprises   | Dallara/ G-Force | Toyota        | F    | 41 | Airton Daré        | 4           |
| A. J. Foyt Enterprises   | Dallara/ G-Force | Toyota        | F    | 41 | Airton Daré        | 5           |
| Dreyer & Reinbold Racing | Dallara          | Chevrolet     | F    | 22 | Robbie Buhl        | 1-16        |
| Dreyer & Reinbold Racing | Dallara          | Chevrolet     | F    | 23 | Sarah Fisher       | 1-16        |
| Team Rahal               | Dallara          | Honda/ Toyota | F    | 15 | Kenny Bräck        | 1-16        |
| Team Rahal               | Dallara          | Honda/ Toyota | F    | 19 | Jimmy Vasser       | 4           |
| Mo Nunn Racing           | G-Force          | Toyota        | F    | 12 | Toranosuke Takagi  | 1-16        |
| Mo Nunn Racing           | G-Force          | Toyota        | F    | 20 | Arie Luyendyk      | 4           |
| Mo Nunn Racing           | G-Force          | Toyota        | F    | 20 | Alex Barron        | 4           |
| Mo Nunn Racing           | G-Force          | Toyota        | F    | 21 | Alex Barron        | 9-13        |
| Mo Nunn Racing           | G-Force          | Toyota        | F    | 21 | Felipe Giaffone    | 1-8, 14-16  |
| Fernández Racing         | Dallara          | Honda         | F    | 55 | Roger Yasukawa (R) | 1-16        |
| Cheever Racing           | Dallara          | Chevrolet     | F    | 52 | Buddy Rice         | 1-13        |
| Cheever Racing           | Dallara          | Chevrolet     | F    | 52 | Alex Barron        | 14-16       |
| Beck Motorsports         | Dallara          | Chevrolet     | F    | 54 | Shinji Nakano      | 3-4         |
| Team Menard              | Dallara          | Chevrolet     | F    | 2  | Vitor Meira        | 4-12, 15-16 |
| Team Menard              | Dallara          | Chevrolet     | F    | 2  | Jaques Lazier      | 1-4         |
| Team Menard              | Dallara          | Chevrolet     | F    | 2  | Richie Hearn       | 14          |
| PDM Racing               | Dallara          | Chevrolet     | F    | 18 | Ed Carpenter (R)   | 14-16       |
| PDM Racing               | Dallara          | Chevrolet     | F    | 18 | Scott Mayer (R)    | 1-3         |
| PDM Racing               | Dallara          | Chevrolet     | F    | 18 | Scott Mayer (R)    | 4           |
| PDM Racing               | Dallara          | Chevrolet     | F    | 18 | Jimmy Kite         | 4           |
| Access Motorsports       | G-Force          | Honda         | F    | 13 | Greg Ray           | 3-16        |
| Hemelgarn Racing         | Dallara          | Chevrolet     | F    | 91 | Buddy Lazier       | 2-14        |
| Hemelgarn Racing         | Dallara          | Chevrolet     | F    | 91 | Richie Hearn       | 15-16       |
| Sam Schmidt Motorsports  | G-Force          | Toyota        | F    | 99 | Richie Hearn       | 4           |

- (R) - Rookie
- Pilotos que disputaram todas as corridas
- Pilotos que disputaram parcialmente a temporada
- Corridas em que o piloto não se qualificou

Notas
- 1 ^ Gil de Ferran se lesionou em Phoenix, sendo substituído por Alex Barron.

## Resultados
| #  | Grande Prêmio | Pole Position     | Líder por mais voltas | Vencedor          | Equipe         | Descrição |
| -- | ------------- | ----------------- | --------------------- | ----------------- | -------------- | --------- |
| 1  | Miami         | Tony Kanaan       | Gil de Ferran         | Scott Dixon       | Chip Ganassi   | Descrição |
| 2  | Phoenix       | Tony Kanaan       | Tony Kanaan           | Tony Kanaan       | Andretti-Green | Descrição |
| 3  | Motegi        | Scott Dixon       | Tony Kanaan           | Scott Sharp       | Kelley         | Descrição |
| 4  | Indianápolis  | Hélio Castroneves | Tomas Scheckter       | Gil de Ferran     | Penske         | Descrição |
| 5  | Texas 1       | Tomas Scheckter   | Tomas Scheckter       | Al Unser, Jr.     | Kelley         | Descrição |
| 6  | Colorado      | Tony Kanaan       | Scott Dixon           | Scott Dixon       | Chip Ganassi   | Descrição |
| 7  | Richmond      | Scott Dixon       | Scott Dixon           | Scott Dixon       | Chip Ganassi   | Descrição |
| 8  | Kansas        | Scott Dixon       | Gil de Ferran         | Bryan Herta       | Andretti-Green | Descrição |
| 9  | Nashville     | Scott Dixon       | Tony Kanaan           | Gil de Ferran     | Penske         | Descrição |
| 10 | Michigan      | Tomas Scheckter   | Sam Hornish, Jr.      | Alex Barron       | Mo Nunn        | Descrição |
| 11 | Gateway       | Hélio Castroneves | Hélio Castroneves     | Hélio Castroneves | Penske         | Descrição |
| 12 | Kentucky      | Sam Hornish, Jr.  | Sam Hornish, Jr.      | Sam Hornish, Jr.  | Panther        | Descrição |
| 13 | Nazareth      | Scott Dixon       | Hélio Castroneves     | Hélio Castroneves | Penske         | Descrição |
| 14 | Chicago       | Richie Hearn      | Tomas Scheckter       | Sam Hornish, Jr.  | Panther        | Descrição |
| 15 | Fontana       | Hélio Castroneves | Tomas Scheckter       | Sam Hornish, Jr.  | Panther        | Descrição |
| 16 | Texas 2       | Gil de Ferran     | Gil de Ferran         | Gil de Ferran     | Penske         | Descrição |

## Pontuação
| Pos | Piloto      | HOM | PHO | MOT | IND | TX1  | COL | RIC | KAN | NAS | MIC | GAT | KEN | NAZ | CHI | FON | TX2 | Pts |
| --- | ----------- | --- | --- | --- | --- | ---- | --- | --- | --- | --- | --- | --- | --- | --- | --- | --- | --- | --- |
| 1   | Dixon       | 1   | 20  | 15  | 17  | 6    | 1   | 1   | 6   | 2   | 5   | 15  | 2   | 16  | 2   | 2   | 2   | 507 |
| 2   | de Ferran   | 2   | 14  |     | 1   | 8    | 3   | 3   | 3   | 1   | 7   | 3   | 9   | 4   | 12  | 15  | 1   | 489 |
| 3   | Castroneves | 3   | 2   | 22  | 2   | 7    | 12  | 2   | 2   | 3   | 17  | 1   | 5   | 1   | 20  | 6   | 13  | 484 |
| 4   | Kanaan      | 4   | 1   | 14  | 3   | 2    | 2   | 5   | 4   | 9   | 16  | 2   | 6   | 18  | 6   | 3   | 14  | 476 |
| 5   | Hornish Jr. | 10  | 21  | 6   | 15  | 10   | 5   | 4   | 17  | 11  | 2   | 6   | 1   | 2   | 1   | 1   | 17  | 461 |
| 6   | Unser Jr.   | 13  | 4   | 5   | 9   | 1    | 14  | 10  | 14  | 8   | 9   | 20  | 4   | 6   | 19  | 9   | 9   | 374 |
| 7   | Scheckter   | 8   | 15  | 16  | 4   | 18   | 8   | 18  | 9   | 10  | 3   | 4   | 10  | 19  | 5   | 5   | 15  | 356 |
| 8   | Sharp       | 5   | 7   | 1   | 20  | 16   | 11  | 17  | 16  | 13  | 4   | 10  | 13  | 12  | 11  | 8   | 6   | 351 |
| 9   | Bräck       | 11  | 5   | 2   | 16  | 4    | 7   | 7   | 5   | 6   | 18  | 19  | 19  | 5   | 21  | 20  | 16  | 342 |
| 10  | Takagi      | 12  | 22  | 8   | 5   | 3[2] | 6   | 13  | 18  | 7   | 6   | 7   | 18  | 14  | 9   | 18  | 7   | 317 |
| 11  | Wheldon     |     |     | 7   | 19  | 20   | 19  | 8   | 21  | 4   | 20  | 5   | 8   | 7   | 4   | 4   | 3   | 312 |
| 12  | Yasukawa    | 14  | 17  | 21  | 10  | 9    | 17  | 11  | 7   | 15  | 8   | 18  | 12  | 8   | 8   | 7   | 10  | 301 |
| 13  | Herta       |     |     |     | NQ  | 5    |     | 14  | 1   | 12  | 19  | 21  | 3   | 3   | 3   | 22  | 5   | 277 |
| 14  | Buhl        | 19  | 12  | 10  | 23  | 22   | 15  | 15  | 12  | 21  | 13  | 12  | 7   | 9   | 10  | 12  | 11  | 261 |
| 15  | Ray         |     |     | 9   | 8   | 11   | 18  | 12  | 8   | 16  | 10  | 8   | 15  | 17  | DNS | 14  | 8   | 253 |
| 16  | Rice        | 16  | 9   | 13  | 11  | 14   | 9   | 9   | 19  | 18  | 11  | 14  | 11  | 10  |     |     |     | 229 |
| 17  | Barron      |     |     | 17  | 6   |      |     |     |     | 5   | 1   | 16  | 20  | 15  | 7   | 10  | 20  | 216 |
| 18  | Fisher      | 15  | 8   | 23  | 31  | 15   | 20  | 19  | 11  | 20  | 15  | 13  | 14  | DNS | 18  | 19  | 12  | 211 |
| 19  | B.Lazier    |     | 11  | 19  | 21  | 13   | 10  | 20  | 13  | 14  | 12  | 11  | 16  | 13  | 16  |     |     | 201 |
| 20  | Giaffone    | 9   | 3   | 3   | 33  | 17   | 13  | 6   | 22  |     |     |     |     |     | 15  | 16  | 19  | 199 |
| 21  | Foyt IV     | 17  | 18  | 18  | 18  | 21   | 22  | 21  | 15  | 17  | 14  | 17  | 17  | 11  | 17  | 17  | 22  | 198 |
| 22  | Meira       |     |     |     | 12  | 12   | 16  | 22  | 20  | 19  | 21  | 9   | DNS |     |     | 11  | 4   | 170 |
| 23  | J.Lazier    | 20  | 6   | 12  | 29  | 19   | 21  | 16  | 10  |     |     |     |     | DNS |     |     |     | 120 |
| 24  | Mi.Andretti | 6   | 13  | 4   | 27  |      |     |     |     |     |     |     |     |     |     |     |     | 80  |
| 25  | Franchitti  | 7   | 16  |     |     |      | 4   |     |     |     |     |     |     |     |     |     |     | 72  |
| 26  | Hattori     | 18  | 10  | 20  | 30  |      |     |     |     |     |     |     |     |     |     |     |     | 43  |
| 27  | Carpenter   |     |     |     |     |      |     |     |     |     |     |     |     |     | 13  | 13  | 21  | 43  |
| 28  | Hearn       |     |     |     | 28  |      |     |     |     |     |     |     |     |     | 14  | 21  | 18  | 39  |
| 29  | Nakano      |     |     | 11  | 14  |      |     |     |     |     |     |     |     |     |     |     |     | 35  |
| 30  | Renna       |     |     |     | 7   |      |     |     |     |     |     |     |     |     |     |     |     | 26  |
| 31  | Mayer       | 21  | 19  | 24  | NQ  |      |     |     |     |     |     |     |     |     |     |     |     | 26  |
| 32  | Kite        |     |     |     | 13  |      |     |     |     |     |     |     |     |     |     |     |     | 17  |
| 33  | Gordon      |     |     |     | 22  |      |     |     |     |     |     |     |     |     |     |     |     | 8   |
| 34  | Daré        |     |     |     | 24  | NQ   |     |     |     |     |     |     |     |     |     |     |     | 6   |
| 35  | McGehee     |     |     |     | 25  |      |     |     |     |     |     |     |     |     |     |     |     | 5   |
| 36  | Vasser      |     |     |     | 26  |      |     |     |     |     |     |     |     |     |     |     |     | 4   |
| 37  | Boat        |     |     |     | 32  |      |     |     |     |     |     |     |     |     |     |     |     | 1   |
| —   | Luyendyk    |     |     |     | NQ  |      |     |     |     |     |     |     |     |     |     |     |     | 0   |
| Pos | Piloto      | HOM | PHO | MOT | IND | TX1  | COL | RIC | KAN | NAS | MIC | GAT | KEN | NAZ | CHI | FON | TX2 | Pts |

| Cor           | Resultado             |
| ------------- | --------------------- |
| Ouro          | Vencedor              |
| Prata         | 2º lugar              |
| Bronze        | 3º lugar              |
| Verde         | 4º ao 5º lugar        |
| Azul          | 6º ao 10º lugar       |
| Roxo          | 11º lugar em diante   |
| Púrpura       | Não terminou          |
| Vermelho      | Não classificado (NQ) |
| Preto         | Desclassificado (DSQ) |
| Branco        | Não começou (NL)      |
| Marrom        | Substituído (S)       |
| Azul claro    | Apenas treino (AT)    |
| Sem cor       | Não participou        |
| Sem cor       | Lesionado (LES)       |
| Sem cor       | Excluído (EX)         |
|               |                       |
| Negrito       | Pole-position         |
| Itálico       | Líder por mais voltas |
| Rookie do ano |                       |
| Rookie        |                       |

Pontuação por prova
| Posição | 1  | 2  | 3  | 4  | 5  | 6  | 7  | 8  | 9  | 10 | 11 | 12 | 13 | 14 | 15 | 16 | 17 | 18 | 19 | 20 | 21 | 22 | 23 | 24 | 25 | 26 | 27 | 28 | 29 | 30 | 31 | 32 | 33 | PP* | VL |
| ------- | -- | -- | -- | -- | -- | -- | -- | -- | -- | -- | -- | -- | -- | -- | -- | -- | -- | -- | -- | -- | -- | -- | -- | -- | -- | -- | -- | -- | -- | -- | -- | -- | -- | --- | -- |
| Pontos  | 50 | 40 | 35 | 32 | 30 | 28 | 26 | 24 | 22 | 20 | 19 | 18 | 17 | 16 | 15 | 14 | 13 | 12 | 12 | 12 | 12 | 12 | 12 | 12 | 10 | 10 | 10 | 10 | 10 | 10 | 10 | 10 | 10 | 1   | 2  |

Notas
- 2 ^ Toranosuke Takagi teve deduzidos 23 pontos no Texas Motor Speedway, devido à condução inaceitável.

## O acidente de Bräck no Texas e o recorde de força G
Em 12 de outubro, o sueco Kenny Bräck, campeão da IRL em 1999 e que regressara à categoria pela equipe Rahal após uma temporada sem brilho na Chip Ganassi em 2002 pela CART, sofreu um gravíssimo acidente nas últimas voltas do segundo GP do Texas (a primeira corrida foi em junho e batizada de "Bombardier 500"). Seu Dallara-Honda #15 toca no G-Force-Toyota #10 de Tomas Scheckter e usa o carro do sul-africano como plataforma de lançamento, decolando e desintegrando-se no alambrado. O cockpit permanece incrivelmente intacto por dentro, enquanto Bräck permanece desmaiado. Levado ao Parkland Memorial Hospital, o ex-campeão da IRL é diagnosticado com fraturas nos tornozelos, no fêmur, no úmero e na terceira vértebra cervical, ferimentos no rosto e uma concussão. No primeiro mês de internação no hospital, um coágulo quase fatal no pulmão do sueco foi diagnosticado, obrigando-o a submeter-se a uma cirurgia de emergência. O acidente de Bräck tornou-se o recordista em força G na história do automobilismo: 214G, superando o inglês David Purley, que sofrera um acidente cuja força gravitacional alcançou 178G, em 1977.
Após permanecer o ano de 2004 em recuperação, Bräck decidiu não voltar a disputar integralmente um campeonato inteiro. Porém, ele retomou a carreira em 2005, aos 39 anos, quando foi escalado pela Rahal-Letterman para substituir o lesionado Buddy Rice nas 500 Milhas de Indianápolis, onde obteve a maior média nos treinos oficiais, mas não repetiu o desempenho no pole-day: classificou-se em 23º lugar. Na prova, sua participação durou 92 voltas, abandonando-a com problemas mecânicos.